# Total Divas (1-й сезон)
Total Divas — американское реалити-шоу, премьера которого состоялась 28 июля 2013 года на телеканале E!. Шоу дает возможность посмотреть на жизнь Див WWE вне ринга и сюжетных историй WWE, показана не только работа, но и личная жизнь. За кадром показано множество моментов того, что происходит за кулисами с участием Див.

## Производство
Реалити Total Divas было представлено в мае 2013 года в рамках партнерства WWE с телеканалом E!. 14 августа 2013 года было объявлено, что E! заказал еще шесть эпизодов, доведя первый сезон в общей сложности до 14 эпизодов. Летний финал вышел в эфир 15 сентября 2013 года, а продолжение сезона показали начиная с 10 ноября 2013 года. 20 ноября 2013 года диктор WWE Джош Мэтьюз сообщил, что Total Divas был продлен на второй сезон. В отличие от других программ WWE, большинство исполнителей помимо ринг неймов используют свои настоящие имена, что приводит к тому, что Кэмерон, Наоми, Наталья, Джимми Усо и Тайсон Кидд упоминаются как Ариана, Тринити, Нэтти, Джонатан и Ти-Джей соответственно.

## В ролях

### Главные роли
| Актёр       | Роль                            |
| ----------- | ------------------------------- |
| Бри Белла   | (Брианна Моник Даниэльсон)      |
| Джо Джо     | (Джозеанн Алекси Офферман)      |
| Ева Мари    | (Натали Мари Койл)              |
| Кэмерон     | (Ариан Николь Эндрю)            |
| Наоми       | (Тринити Фату)                  |
| Наталья     | (Натали Кэтрин Нейдхарт-Уилсон) |
| Никки Белла | (Стефани Николь Гарсия-Колас)   |

### Второстепенные герои
| Актёр         | Роль                                         |
| ------------- | -------------------------------------------- |
| Дэниел Брайан | (муж Бри)                                    |
| Винсент Исаян | (парень Кэмерон)                             |
| Джон Сина     | (жених Никки)                                |
| Джимми Усо    | (муж Наоми)                                  |
| Тайсон Кидд   | (муж Натальи)                                |
| Джонатан Койл | (муж Евы Мари)                               |
| Марк Каррано  | (Старший директор WWE по связям с талантами) |
| Джейн Геддес  | (Вице-президент WWE по связям с талантами)   |
| Сандра Грей   | (стилист WWE)                                |

### Гости
| Актёр         | Роль                         |
| ------------- | ---------------------------- |
| Алисия Фокс   | (Виктория Элизабет Кроуфорд) |
| Джим Нейдхарт | (отец Натальи)               |
| Элли Нейдхарт | (мать Натальи)               |
| Кэти Колас    | (мать Бри и Никки)           |

## Эпизоды
| № сезона | № серии | Название                                                | Дата премьеры         | Произв. код | Зрители в США (млн) |
| --- | ------- | ------------------------------------------------------- | --------------------- | ----------- | ------------------- |
| 1 | 1       | «Добро пожаловать в WWE» «Welcome to the WWE»           | 28 июля 2013 года     | 101         | 1.34                |
| Дивы WWE начинают свою подготовку к Рестлмании XXIX, а Близняшки Белла, Бри и Никки, получают неутешительные новости о своем матче. Никки начинает сомневаться в своих отношениях с Джоном Синой. Тринити смущает парень Арианы Винсент Исаян, заканчивает всё неприятной сцену за кулисами, и она стала третей лишней в этой ситуации. |         |                                                         |                       |             |                     |
| 2 | 2       | «Танго с Фанданго» «A Tango With Fandango»              | 4 августа 2013 года   | 102         | 1.52                |
| Ева Мари планирует попасть в основной состав, осуществив коварный план с участием Фанданго. Бри и Никки берут некоторое время отпуска и наслаждаются жизнью с Дэниелом Брайаном и Джоном Синой. Арианы и Тринити шокированы, когда они видят бардак в гардеробе.                                                                        |         |                                                         |                       |             |                     |
| 3 | 3       | «Планета Фанк вперёд» «Planet Funk is Funked Up»        | 11 августа 2013 года  | 103         | 1.67                |
| Тринити и ее жених Джонатан решают проблемы в отношениях. Джо Джо ставит своему парню ультиматум. Никки не согласна с решением Бри переехать в Финикс. |         |                                                         |                       |             |                     |
| 4 | 4       | «Толстый Двойник» «The Fat Twin»                        | 18 августа 2013 года  | 104         | 1.34                |
| Никки начинает стесняться своего веса после прочтения некоторых комментариев поклонников. Ариана рассматривает варианты установки грудных имплантатов. Нэтти говорит своему жениху Ти-Джею, что ей хотелось бы больше романтики в их отношениях.                                                                                        |         |                                                         |                       |             |                     |
| 5 | 5       | «Вражда Funkadactyls» «Feuding Funkadactyls»            | 25 августа 2013 года  | 105         | 1.46                |
| Тринити и Ариана устраивают спор, который приводит к разногласию между ними. Бри уговаривает Никки примириться с их отцом. Отношения Нэтти и Ти-Джея находятся на грани, когда к ним приезжает мать Ти-Джея. |         |                                                         |                       |             |                     |
| 6 | 6       | «Дивы в Лас Вегасе» «Diva Las Vegas»                    | 1 сентября 2013 года  | 106         | 1.52                |
| Дивы едут в Лас-Вегас на девичник Нэтти. Джо Джо смущена своими отношениями с Джастином Гэбриэлом. Нэтти становится напряженной, так как с ней флиртует друг Джарет. |         |                                                         |                       |             |                     |
| 7 | 7       | «Одна нога Вверх» «A Leg Up»                            | 8 сентября 2013 года  | 107         | 1.09                |
| Рестлинг карьера Никки находится под угрозой, после того как она получает травму. Ева Мари участвует в фото сессии для журнала Maxim, в результате этого Джо Джо становится ревнивой. Ариана решает как вывести свои отношения с Винни на новый уровень.                                                                                |         |                                                         |                       |             |                     |
| 8 | 8       | «Больше не подружка невесты» «No Longer The Bridesmaid» | 15 сентября 2013 года | 108         | 1.03                |
| Свадьба Нэтти и Ти-Джея принимает неожиданный оборот. Джон просит Никки встретиться с его семьей. Ариана спешит в больницу, а дружба Ева Мари и Джо Джо начинает разваливаться. |         |                                                         |                       |             |                     |
| — | —       | «Total Divas после вечеринки» «Total Divas After Party» | 15 сентября 2013 года | —           | 0.93                |
| Участники собираются вместе в середине сезона, чтобы обсудить плюсы и минусы первого сезона. |         |                                                         |                       |             |                     |
| 9 | 9       | «Summer Slam» «Summer Slam»                             | 10 ноября 2013 года   | 109         | 1.25                |
| Никки начинает чувствовать угрозу со стороны Евы Мари, так как так становится все более популярной. Ариане трудно контролировать свой характер. Нэтти смущается после инцидента на ринге, а отношение Джона к Никки становится странными из-за травмы локтя.                                                                            |         |                                                         |                       |             |                     |
| 10 | 10      | «Медсестра Никки» «Nurse Nikki»                         | 17 ноября 2013 года   | 110         | 1.41                |
| Никки решает переехать к Джону. Ева Мари считает шуткой, когда её просят быть диктором на телевидении в прямом эфире. Тринити убеждает Джона проверить свой палец на ноге. |         |                                                         |                       |             |                     |
| 11 | 11      | «Красный вид» «Seeing Red»                              | 24 ноября 2013 года   | 111         | 0.92                |
| Бри трудно принять негативную сторону известности Брайана. Нэтти чувствует, что Ева Мари пытается слишком близко подобраться к Ти-Джею. Никки приходится мириться с требованиями Джона, а Ариана боится секса с Винни. |         |                                                         |                       |             |                     |
| 12 | 12      | «Получи этот чингл чингл» «Get That Chingle Chingle»    | 1 декабря 2013 года   | 112         | 1.44                |
| Ариана поддерживает идею Винни попробовать себя в WWE; Никки с трудом привыкает жить с Джоном, в то время как отношения Тринити с Джоном меняются, когда приехал её отец. |         |                                                         |                       |             |                     |
| 13 | 13      | «Прощание» «Saying Goodbye»                             | 8 декабря 2013 года   | 113         | 1.20                |
| Тринити устает от ревнивых манер Джона. Никки раздражается, когда Бри называет травму Никки "отпуском". Нэтти и Ти-Джей опустошены, когда им приходится усыпить своего кота Гизмо. |         |                                                         |                       |             |                     |
| 14 | 14      | «Готов к поездке» «Ready to Ride»                       | 15 декабря 2013 года  | 114         | 1.29                |
| Будущее Никки и Джона начинает казаться неопределенным. Брайан делает предложение Бри, а Ева Мари наконец представляет своего жениха, Джонатана, своей семье. |         |                                                         |                       |             |                     |

## Рейтинги
| № серии | Название                    | Дата премьеры         | Зрители | Рейтинг | Ранг за неделю на кабельном |
| ------- | --------------------------- | --------------------- | ------- | ------- | --------------------------- |
| 1       | Добро пожаловать в WWE      | 28 июля 2013 года     | 1.34    | 0.7     | N/A                         |
| 2       | Танго с Фанданго            | 4 августа 2013 года   | 1.52    | 0.7     | N/A                         |
| 3       | Планета Фанк вперёд         | 11 августа 2013 года  | 1.34    | 0.9     | N/A                         |
| 4       | Толстый Двойник             | 18 августа 2013 года  | 1.67    | 0.7     | N/A                         |
| 5       | Вражда Funkadactyls         | 25 августа 2013 года  | 1.46    | 0.7     | N/A                         |
| 6       | Дивы в Лас Вегасе           | 1 сентября 2013 года  | 1.52    | 0.8     | N/A                         |
| 7       | Одна нога Вверх             | 8 сентября 2013 года  | 1.09    | 0.5     | N/A                         |
| 8       | Больше не подружка невесты  | 15 сентября 2013 года | 1.03    | 0.5     | N/A                         |
| —       | Total Divas после вечеринки | 15 сентября 2013 года | 0.93    | 0.5     | N/A                         |
| 9       | Summer Slam                 | 10 ноября 2013 года   | 1.25    | 0.6     | N/A                         |
| 10      | Медсестра Никки             | 17 ноября 2013 года   | 1.41    | 0.7     | N/A                         |
| 11      | Красный вид                 | 24 ноября 2013 года   | 0.92    | 0.5     | N/A                         |
| 12      | Получи этот чингл чингл     | 1 декабря 2013 года   | 1.44    | 0.7     | N/A                         |
| 13      | Прощание                    | 8 декабря 2013 года   | 1.20    | 0.7     | N/A                         |
| 14      | Готов к поездке             | 15 декабря 2013 года  | 1.29    | 0.6     | N/A                         |